# Kibosho Mashariki
Kibosho Mashariki ist ein Verwaltungsbezirk (Ward) des Distrikts Moshi in der tansanischen Region Kilimandscharo.

## Geografie
Kibosho Mashariki liegt im Nordosten von Tansania nördlich der Regionshauptstadt Moshi. Der schmale Bezirk am Südhang des Kilimandscharo erstreckt sich von der Stadtgrenze in rund 1000 Meter Seehöhe nach Norden bis auf über 3500 Meter.
Der Bezirk grenzt im Norden an Motamburu Kitendeni und Tarakea Motamburu im Distrikt Rombo, im Osten an Uru Kaskazini, im Südosten an Uru Kusini, im Südwesten an Kibosho Kirima und im Westen an Kibosho Kati. Bei der Volkszählung 2022 lebten 13.996 Menschen in 3264 Haushalten auf einer Fläche von 57 Quadratkilometern.

## Gliederung
Der Bezirk besteht aus drei Gemeinden (Mtaa) mit 15 Orten (Kitongoji):

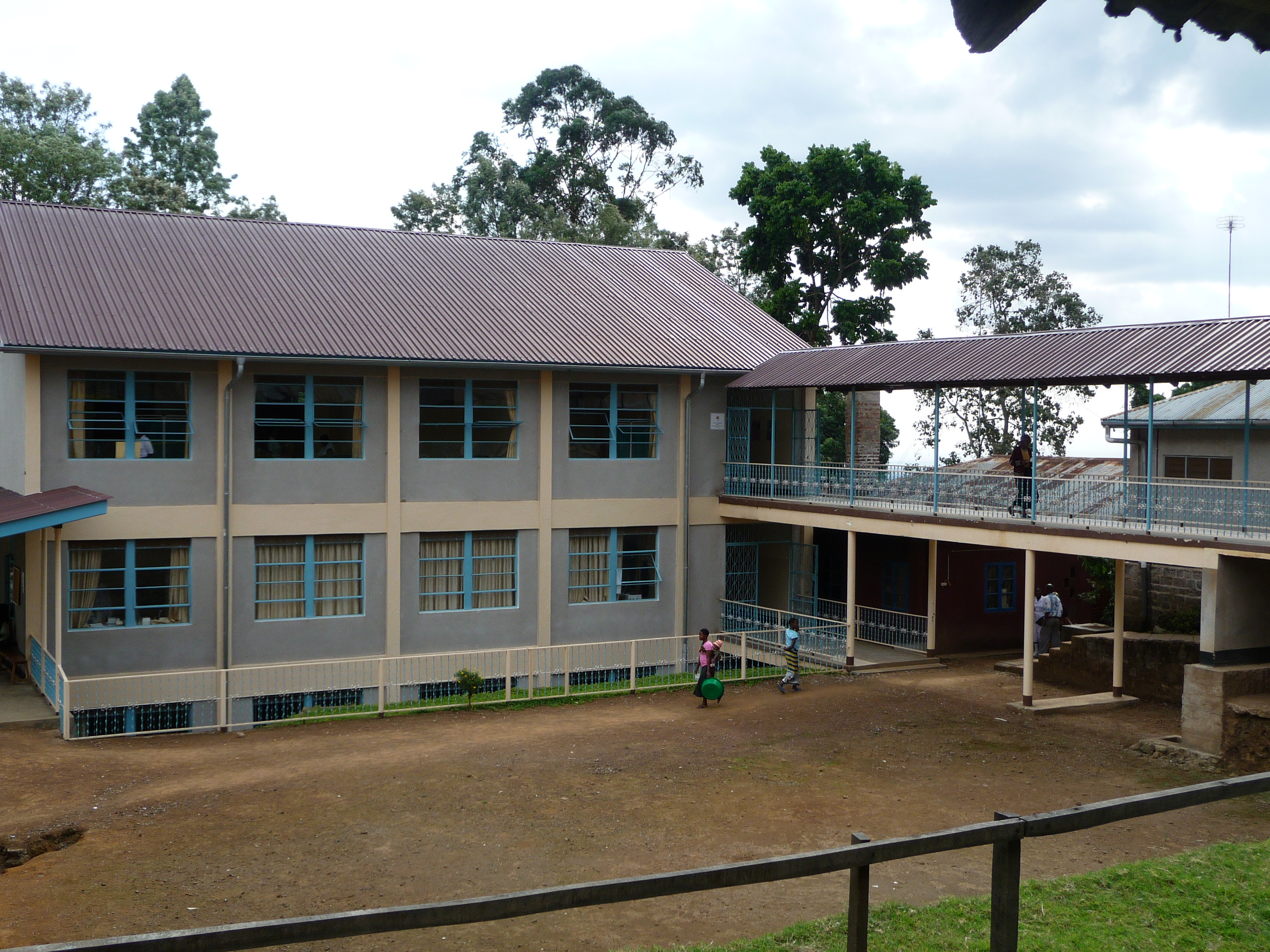
Das Krankenhaus Kibosho

| Singa - Singa Juu - Singa Kifueni - Singa Kati - Singa Chini | Mweka - Omi - Olele - Mweka Juu - Mweka Chini - Kifura - Kichao - Orera | Sungu - Kyareni - Mboreni - Nkoitiko - Kichangiri |

## Wirtschaft und Infrastruktur
- Bildung: Im Bezirk gibt es sechs weiterführende Schulen.[8] Die Cyrili-Chami Secondary School und die Sungu Secondary School sind staatliche weiterführende Schulen für Mädchen und Burschen bis zur 4. Stufe.[9][10] Weitere vier Schulen werden von der katholischen Kirche geführt:[8] Die Kibosho Girl's Secondary School ist eine Internatsschule, die Mädchen bis zur 6. Stufe ausbildet,[11] die Nsoo Secondary School eine Internatsschule für Burschen und Mädchen bis zur 4. Stufe.[12] Die Sangiti Secondary School ist eine Mädchenschule bis zur 4. Stufe[13] und die St. Ursula Secondary School eine gemischte weiterführende Schule bis zur 4. Stufe.[14]
- Gesundheit: Das Krankenhaus Kiboshso ist ein von der römisch-katholischen Kirche geleitetes Krankenhaus auf Distrikts-Ebene.[15]

## Tourismus
- Kirche Kibosho: Diese 1893 von den Deutschen erbaute katholische Kirche ist eine der ältesten Kirchen in Tansania.[16]
- Mweka Gate: Im Bezirk befindet sich das Mweka Gate. Die Mweka-Route ist der direkteste Weg auf den Kilimandscharo und wird meist für den Abstieg verwendet.[17]